# Chełmno (région)
Pour les articles homonymes, voir Chełmno (homonymie).

Le pays de Chełmno (en vert) sur la carte de la Pologne actuelle.

Le pays de Chełmno (en polonais : ziemia chełmińska ; en allemand : Kulmerland ; en latin : terra Culmensis) est une région historique dans la voïvodie de Couïavie-Poméranie en Pologne. Elle prend son nom de la ville de Chełmno, sa capitale.

## Géographie
Le pays s'étend à l'Est du cours inférieur de la Vistule, délimité au Sud par la rivière Drwęca et au Nord par l'Osa. La région est située entre la Poméranie orientale au Nord-Ouest, la Cujavie au Sud-Ouest, et la terre de Dobrzyń au Sud-Est. Au Nord-Est, elle a une frontière commune avec la région historique de Prusse.

## Histoire
Au haut Moyen Âge, le pays de Chełmno faisait partie des territoires des tribus prussiennes, le peuple balte habitant la côte baltique, entre les embouchures de la Vistule et du Niémen. Les premières colonies slaves dans la région sont documentées dès le VIIIe siècle ; les souverains Piast du royaume de Pologne soumettent les habitants à leur domination au cours de la christianisation vers la fin du Xe siècle. La ville de Chełmno est mentionnée pour la première fois dans un acte de Boleslas II de Pologne en 1065.
À l'époque du démembrement territorial de la Pologne, à la suite de la mort de Boleslas III Bouche-Torse en 1138, les ducs de Mazovie s'efforcent de conserver le pays, mais les châtelains polonais ne peuvent pas empêcher les invasions des Prussiens païens dans les zones frontalières. En 1215, le moine cistercien Christian d'Oliva est nommé le premier évêque de Prusse siégeant à Chełmno. L'année suivante, il voit son siège épiscopal réduit en cendres par les envahisseurs. Le duc Conrad de Mazovie, petit-fils de Boleslas III, intervient, avec pour résultat que les Prussiens en livrant de longs et violents combats menacent également sa résidence à Płock.

Le drapeau du pays de Chełmno lors de la bataille de Grunwald (1410).

L'ordre de Dobrzyń, créé par l'évêque Christian en 1216 pour se défendre des incursions païennes, se révèle inefficace ; le duc Conrad, dans le but de préserver ses terres, invoque alors l'aide de l'ordre des chevaliers Teutoniques. Ceux-ci s'installent sur la frontière de la Pologne autour de Chełmno. Également princeps de Pologne à partir de 1229, Conrad officiellement transfère le pays de Chełmno aux Teutoniques par le traité de Kruschwitz, signé le 16 juin 1230. L'empereur Frédéric II de Hohenstaufen accorde à l'ordre des droits souverains et seigneuriaux sur leurs futures conquêtes par la bulle d'or de Rimini datant de 1226. En échange, le pape Grégoire IX place les territoires conquis par les chevaliers teutoniques sous la seule autorité du Saint-Siège par la bulle d'or de Rieti du 3 août 1234. Le duc Conrad réalise très vite qu'après avoir invité les Teutoniques sur le territoire, il en a perdu le contrôle.
En partant des villes de Nieszawa, Toruń et Chełmno sur la Vistule, les chevaliers teutoniques pénètrent sur les territoires prussiens jusqu'à Grudziądz et Radzyń au Nord-Est, le début de la création de l'État monastique des chevaliers Teutoniques (1226–1525). 
Par l'acte du 28 juillet 1243, le légat papal Guillaume de Modène crée le diocèse de Chełmno, l'un des quatre diocèses prussiens subordonné à l'archidiocèse de Riga. 
L'ordre Teutonique conquiert également les domaines de la Poméranie orientale (Pomérélie) sur la rive occidentale de la Vistule avec Dantzig ; l'acquisition est confirmée par l'accord de Soldin en 1309. 
Par le traité de Kalisz, signé en 1343, la Pologne  renonce à toutes les demandes de restitution et, en retour, reçoit la Cujavie et la terre de Dobrzyń.

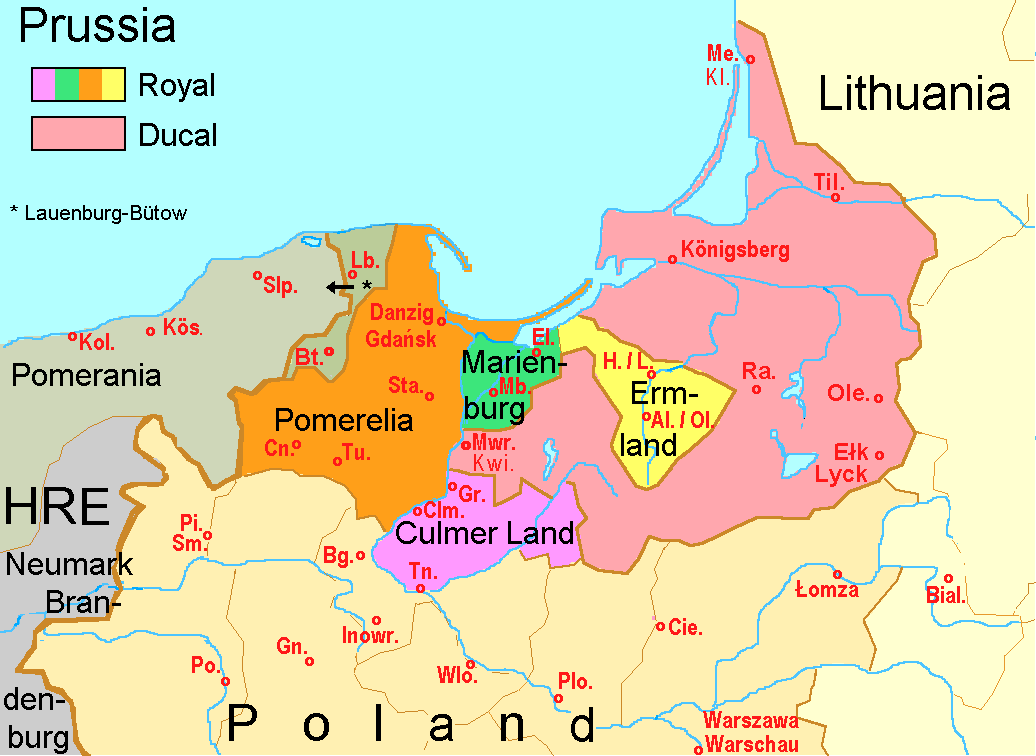
Le pays de Chełmno (en rose) au sein de la Prusse royale, 1466–1772.

En 1440, les villes du pays se rallient à la Ligue de Prusse contre l'autorité des chevaliers teutoniques. 
Les confédérés se déclarent indépendants en 1454, demandant la protection du roi polonais Casimir IV Jagellon. 
À la suite de la guerre de Treize Ans et la seconde paix de Thorn, en 1466, le pays de Chełmno est cédé à la couronne de Pologne et, avec la Lubavie et la ville de Toruń, devient l'un des quatre voïvodies de la Prusse royale. 
Une province autonome de la république des Deux Nations après l'union de Lublin signée en 1569, les habitants de la région doivent faire face aux tensions croissantes entre les citoyens protestants et les autorités catholiques au cours de la Contre-Réforme, avec comme point culminant le tumulte de Thorn en 1724. 
D'autre part, le pays de Chełmno est un sanctuaire pour les réfugiés protestants originaires de Salzbourg, Berchtesgaden ou des Pays-Bas (les « Olędrzy »)  venus à la recherche de liberté de croyance.
Lors du premier partage de la Pologne, en 1772, le pays est cédé au royaume de Prusse sous le règne de Frédéric II. Cédé au duché de Varsovie éphémère par les traités de Tilsit en 1807, il est rétrocédé à la Prusse par l'acte final du congrès de Vienne en 1815 et faisait partie de la province de Prusse-Occidentale jusqu'à la fin de la Première Guerre mondiale. Sur la base des dispositions du traité de Versailles de 1919, il est cédé à la république de Pologne avec le Corridor de Dantzig.
Occupé par l'Allemagne nazie au cours de l'invasion de Pologne en 1939, le pays fut rattaché au Reichsgau Danzig Westpreußen. Il est conquis par l'Armée rouge durant l'offensive Vistule-Oder en janvier 1945 puis rétrocédé à la Pologne. La population germanophone restée a été expulsée.